# 308197 Satrapi
308197 Satrapi è un asteroide della fascia principale. Scoperto nel 2005, presenta un'orbita caratterizzata da un semiasse maggiore pari a 2,4161325 UA e da un'eccentricità di 0,1480850, inclinata di 1,97458° rispetto all'eclittica.
L'asteroide è dedicato alla fumettista francese Marjane Satrapi.